# Жупанова
Жупанова (в верховье — Левая Жупанова) — река на полуострове Камчатка. Протекает по территории Елизовского района Камчатского края России.
Длина реки — 242 км. Площадь водосборного бассейна — 6980 км². Берёт исток с юго-западных склонов сопки Унана. Впадает в Кроноцкий залив. Река впадает, образуя в своём устье обширный лиман, который также носит название Жупановский.
Существует несколько ительменских названий реки — Катангыч (Картангыч), а также Шопхад (Шопгад, Жупгад), от последних вероятно и трансформировалось в современное Жупанова. Впервые нанесена на карту в 1726 году как Чупанова. По реке в XVIII веке проходил путь, связывавший Верхнекамчатский острог, камчатские реки с прибрежными ительменскими селениями Кроноцкого залива.
В 2013 году появились планы по строительству на реке каскада ГЭС. Однако из-за возможной полной утраты рекреационного и рыбопромыслового потенциала реки необходимость строительства на реке Жупанова не выявлена как минимум до 2025 года.

## Притоки
Объекты перечислены по порядку от устья к истоку.
- 2 км: Шелковка
- 4 км: Кедровая
- 13 км: Ольховая
- 36 км: Таловая
- 44 км: Гаванка
- 50 км: Фигурный
- 57 км: Медвежий
- 60 км: Быстрая
- 70 км: река без названия
- 72 км: река без названия
- 74 км: Дзендзур
- 80 км: Ключ Тёплый
- 88,2 км: река Кедровая
- 88,8 км: ручей Поворотный
- 90 км: Левая Кедровая
- 96 км: река без названия
- 100 км: река без названия
- 102 км: Правая Кедровая
- 104 км: Правая Жупанова
- 126 км: Мальцевская
- 131 км: Степанова
- 139 км: Хрустальный
- 141 км: Холодный
- 145 км: Бекеш
- 146 км: река без названия
- 151 км: Писоцкий
- 155 км: река без названия
- 158 км: Тёмный
- 163 км: Марьянов
- 166 км: Коянова
- 167 км: Берёзовая
- 181 км: Болотный
- 181,7 км: Константиновская
- 182 км: река без названия
- 189 км: Трёх Братьев
- 193 км: Верхний Стан
- 211 км: река без названия
- 214 км: Путевой
- 215 км: Бивуачный
- 219 км: Тёмный
- 224 км: река без названия